# Academia Europeană de Film
Academia Europeană de Film (engleză European Film Academy, EFA) este o inițiativă a unui grup de regizori europeni care s-au reunit la Berlin cu prilejul primei prezentări a Premiilor europene de film în noiembrie 1988.
Academia — sub denumirea de Societatea Cinematografică Europeană — a fost oficial fondată de primul ei președinte, regizorul suedez Ingmar Bergman, precum și de 40 de regizori din toată Europa.
Premiile Academiei de Film au loc la fiecare doi ani la Berlin, în timp ce în celălalt an sunt prezentate în alt oraș european.
Academia este compusă din 3000 de membri, din diferite profesii cinematografice și a căror origine este în esență europeană. Germania are cei mai mulți membri (544). Academia acceptă totuși afilierea profesioniștilor din întreaga lume.

## Membri pe țară
| - Germania 532 - UK 321 - Franța 279 - Italia 256 - Spania 236 - Danemarca 185 - Polonia 142 - Olanda 107 - Suedia 103 | - Belgia 97 - Elveția 92 - Israel 84 - Austria 83 - Finlanda 70 - Irlanda 69 - Cehia 58 - Norvegia 58 - Grecia 55 | - Ungaria 53 - Rusia 49 - Islanda 49 - Bulgaria 40 - România 32 - Serbia 31 - Croația 27 - Estonia 21 - Slovenia 21 |

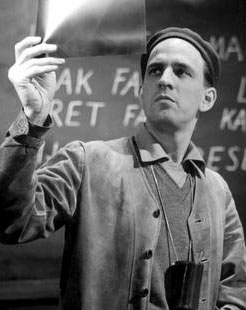
Ingmar Bergman, primul președinte în perioada 1988–96

sunt listate toate țările cu peste 20 de membri EFA